# المشنق (صعدة)
المشنق هي إحدى قرى الجمهورية اليمنية. تتبع جغرافيا لمحافظة صعدة وإداريًا لمديرية شداء. يبلغ تعداد سكانها 1727 نسمة حسب الإحصاء الذي أجري عام 2004.